# Jefferson Savarino
Jefferson David Savarino Quintero (ur. 11 listopada 1996 w Maracaibo) – wenezuelski piłkarz pochodzenia włoskiego występujący na pozycji skrzydłowego, reprezentant Wenezueli, od 2024 roku zawodnik brazylijskiego Botafogo.